# 周術期管理
周術期管理（しゅうじゅつきかんり、英: Perioperative care）または周手術期管理、術前術後管理とは、主に外科領域で手術目的で入院した患者におこなう周術期中の処置の流れである。
手術を安全に行うため、また手術後の回復を促すために様々な処置が行われる。従来は疾患、施設によって様々な方法があったが、近年はクリニカルパスなどを利用した体系化が試みられている。ただし個々人の全身状態は一様ではないため、クリニカルパス通りの経過とならないことも多い。

## 術前検査

### リスクファクターのチェック
体液のバランス、栄養状態、心機能、肺機能、肝機能、腎機能、内分泌系（糖尿病や甲状腺機能異常など）、感染症、などをメインに確認する。全身状態の評価基準として、アメリカ麻酔科学会分類(ASA-PS)がある。肝機能の評価としてはChild-Pugh分類など。心不全はNYHA分類、呼吸困難に対してはヒュー・ジョーンズ分類が多用される。

### 追加検査
手術侵襲と患者の状態に応じて、下記の検査が追加される。
心電図、心エコー、胸部X線、スパイロメーター、動脈血ガス分析、血液生化学検査、血算、凝固系検査、ICG検査、尿検査、耐糖能検査、血液型検査、感染症検査、便潜血など。

### 服薬管理
MAO阻害薬、経口糖尿病薬、サプリメントは術前に使用を控える。ステロイド内服を休止する場合は、点滴静脈注射による補充(通称ステロイドカバー)が必要なことがある。

## 手術前に病院でなされること
- バイタルサインの測定
- 安静度指示
- 麻酔科医による術前診察

## 手術前日に行うこと
- 呼吸器関係のケア

まず第一に禁煙を行う。これにより無気肺を予防する効果が期待できる。また38度以上の発熱がある場合は感冒でも手術は中止となる。
- 一般処置

衛生上の観点から入浴や清拭をする。
- 栄養管理

絶飲食は多くの場合、前日夜の食事が最後で、当日朝から水分禁となる。高カロリー輸液、糖尿病、ステロイド投与などがあるばあいは専門医と相談する。

## 手術日に行われること

### 抗菌薬の予防的投与
手術の際は、基本的には以下のような考え方で予防的な抗菌薬の投与が行われている。
- 皮膚切開の前に有効血中濃度にあげる。
- 感染の起因菌になりやすい菌に有効な抗菌薬を選択する。
- 無意味に長期投与はしない。
- 細菌感染がはっきりし、菌が同定されたらその菌に感受性のある抗菌薬に変更する。

#### 目的
術後感染予防策は手術部位感染(SSI: surgical site infection)の予防を第一目標とする。そのため、予防薬が目標とする菌は術野の汚染菌、すなわち皮膚の常在細菌叢と手術中に開放となる臓器の常在細菌である。予防抗菌薬の投与は組織の無菌化が目的ではなく、術中汚染による細菌量を宿主予防機構でコントロール可能なレベルまで下げるために行われる。

#### 選択
ほぼすべての手術患者に対して使用されるので、安全で安価なことも重要視される。耐性菌が出現しないように術中汚染菌に活性を有する狭域抗菌薬を選択する。汚染菌の菌株・菌量は疾患の種類や、手術操作部位となる対象臓器により異なる。また、手術は手術汚染の程度により清潔手術、準清潔手術、汚染手術、不潔/感染手術に分けられるが、予防抗菌薬の範疇としては清潔・準清潔手術までであり、不潔/感染手術は治療抗菌薬が選択される。
1. 清潔手術：汚染菌は皮膚常在菌であるグラム陽性のブドウ球菌が主体であるので、ペニシリン系ではスルバクタム/アンピシリン、セフェム系では第一世代などがすすめられる。
2. 準清潔手術：上部消化管手術での汚染菌は食道や胃内の常在細菌であるブドウ球菌や連鎖球菌であり、胃酸の影響で菌数は少ないので、第一世代セフェム系薬が用いられる。下部消化管手術ではグラム陰性桿菌や嫌気性菌を対象として、セフメタゾールやフロモキセフが推奨される。
3. 手術部位以外の遠隔部位にMRSA感染を有する、または鼻腔内などへのMRSA保菌患者には抗MRSA薬を術後感染予防に使用する。